# フランチェスカ・レイ
フランチェスカ・レイ（Francesca Le、カリフォルニア州ロサンゼルス出身、1970年12月28日 - ）は、アメリカ合衆国のポルノ女優・ポルノ映画監督。

## 来歴
フランチェスカ・レイは美貌と浅黒い肌を持つ小柄なヒスパニック系アメリカ人である。1980年代後半に高校を中退し、ストリッパーとして働き始めた。その後ポルノ映画の世界に入り、1992年にエド・パワーズ監督の『More Dirty Debutantes 18』でデビューした。
レズビアンやアナルセックスを売りにして短期間に多数の作品に出演した後、1993年に一旦ハードコアポルノの世界からは離れたが、BDSM系のフェティッシュ作品への出演や、キャットファイト系の女子プロレスラー（反則技を得意とするヒールである）として活躍するなど、成人娯楽産業には関わり続けた。
2001年にポルノ男優でポルノ映画監督のマーク・ウッドと結婚し、2002年に彼ら自身のポルノ映画会社Lewood Productionsを設立すると、ハードコアの現場に復帰し、本格的に監督業にも乗り出した（1994年から単発的な監督経験はある）。2008年12月現在で出演作品200本以上、監督作品50本以上を数える。彼女はAVN殿堂、XRCO殿堂双方のメンバーである。

## 受賞
- 1994年：AVN 最優秀乱交シーン（映画） - 『ニュー・ウェイブ・フッカーズ3/高級娼館の聖女（おんな） (New Wave Hookers 3 )』(クリスタル・ワイルダー、ティファニー・ミリオン、レイシー・ローズ、ジョン・ドー、ロッコ・シフレディと）[1]
- 2005年：AVN 最優秀オーラルセックスシーン（ビデオ） - 『Cum Swallowing Whores 2』(アヴァ・ディヴァイン、ガイ・ディシルヴァ、ロッド・フォンタナ、スティーヴン・フレンチ、スコット・ライオンズ、マリオ・ロッシ、アーノルド・シュワルツェンペッカーと)[1]
- 2005年：AVN殿堂入り[2]
- 2006年：XRCO殿堂入り[3]
- 2011年：アーバンXアワード殿堂入り[4]